# Iléostomie
 Mise en garde médicale
Une iléostomie est une stomie qui permet de relier l'iléon vers l'extérieur à travers la paroi de l'abdomen par un acte chirurgical. Ainsi, le transit intestinal est dérivé directement de l'iléon vers l'extérieur et les matières fécales sont récupérées dans un appareillage spécifique. Cet appareillage est anciennement appelé « anus artificiel » même si le seul point commun avec un anus est la possibilité pour la stomie de faire passer les excréments.

## Raisons pouvant motiver une iléostomie
Une iléostomie est nécessaire lorsqu'une maladie ou une blessure a rendu le gros intestin incapable de traiter adéquatement les matières qu'il transporte, ou lorsque celui-ci a dû être enlevé au complet.
Les maladies du gros intestin pouvant nécessiter son ablation incluent :
- la maladie de Crohn ;
- la rectocolite hémorragique (colite ulcéreuse) ;
- la polypose adénomateuse familiale ;
- la maladie de Hirschsprung ;
- l'endométriose.

Une iléostomie peut aussi être nécessaire dans le traitement du cancer colorectal, le plus souvent lorsque la colectomie doit être réalisée en urgence, par exemple lorsque le cancer provoque une occlusion ou que le côlon s'est perforé. Dans ce cas, l'iléostomie peut être temporaire, puisque la procédure normale pour le cancer colorectal est de reconnecter les sections restantes du côlon ou du rectum à la suite de l'ablation de la tumeur, pour autant qu'une portion suffisante du rectum demeure intacte, de façon à préserver la fonction du sphincter.
Dans le cas d'une iléostomie temporaire, une boucle du petit intestin est passée à travers la peau et ni le côlon, ni le rectum ne sont retirés. Une iléostomie temporaire est également souvent pratiquée en tant que première étape de la construction d'un réservoir iléo-anal pour éviter que les matières fécales pénètrent dans le réservoir pendant que celui-ci guérit et jusqu'à ce que l'on soit certain qu'il ne fuit pas — ce qui représente habituellement une période allant de huit à dix semaines. La stomie temporaire est alors défaite (ou renversée) et la boucle d'intestin qui avait été utilisée pour la fabriquer est réparée par chirurgie, puis, l'orifice pratiqué dans la peau est refermé.

## Vivre avec une iléostomie

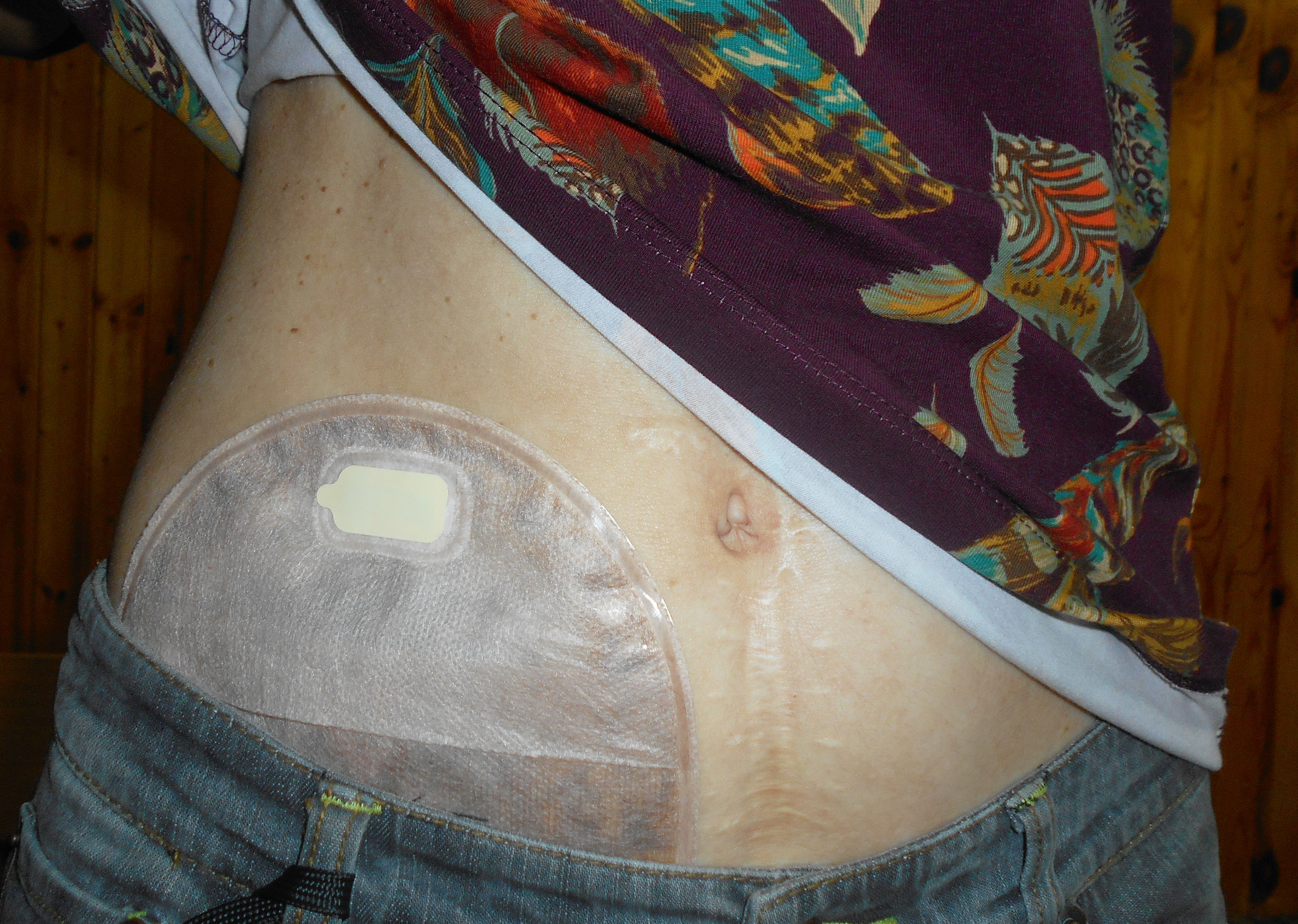
Iléostomie équipée de sa poche.

Les personnes ayant une iléostomie doivent porter un sac extérieur (poche) pour récolter les selles. De nos jours, les sacs sont fabriqués de plastique léger et sont collés à la peau à l'aide d'une gaufre adhésive faite de pectine ou d'un autre matériau organique semblable. La gaufre est découpée en son centre de façon à s'ajuster autour de la base de la stomie pour éviter les fuites de selles sur la peau (et l'irritation qui en découle). Le sac et la gaufre peuvent être achetés en une seule pièce ou en deux pièces distinctes qui s'attachent l'une à l'autre en utilisant un système d'anneaux fermoirs de plastique permettant l'étanchéité. Le système deux pièces permet de remplacer rapidement les sacs sans avoir à retirer la gaufre. Par exemple, certaines personnes préfèrent installer temporairement un « mini-sac » pour la baignade ou d'autres activités. Les sacs réguliers sont dotés d'une ouverture dans le bas qui permet la vidange. Cette ouverture est normalement gardée hermétiquement fermée à l'aide d'une attache de plastique. Habituellement, le sac doit être vidé plusieurs fois par jour (plusieurs personnes stomisées trouvent pratique de faire cela à chaque fois qu'ils vont à la salle de bains pour uriner) et la gaufre doit être remplacée à tous les 2 à 5 jours, lorsqu'elle commence à se détériorer.
Le sac de stomie reste près du corps et est habituellement non apparent sous les vêtements normaux à moins que la personne le laisse trop se remplir. Il existe cependant plusieurs marques proposant des sous-vêtements adaptés à la poche de stomie.
Certaines personnes doivent faire des ajustements à leur alimentation lorsqu'elles deviennent porteuse d'une stomie. Les aliments riches en fibres (par exemple, les pelures de pommes de terre et les légumes crus) sont difficiles à digérer par le petit intestin et peuvent causer des blocages ou des inconforts lorsqu'ils passent par la stomie. La mastication complète des aliments aidera à minimiser ces problèmes. Certaines personnes trouvent également que certains aliments causent des gaz dérangeants ou de la diarrhée. Néanmoins, les personnes qui ont une iléostomie à cause d'une maladie inflammatoire de l'intestin trouvent habituellement qu'ils peuvent profiter d'un régime plus normal que celui qu'ils devaient suivre avant leur opération.
Autres complications possibles : calcul rénal et calcul biliaire.

## Autres options
Selon l'origine des causes d'une coloproctectomie (ablation du côlon et du rectum), une autre opération permet d'obtenir de bons résultats. Il s'agit de l'anastomose iléo-anale, avec « réservoir en J ». Celui-ci est confectionné, après coloproctectomie, en utilisant la partie terminale de l'intestin grêle, et en formant un pseudo-rectum que l'on appelle réservoir en J. Puis ce réservoir est abouché à l'anus. Cette opération peut être faite en plusieurs temps, notamment avec pose d'une iléostomie provisoire, le temps de cicatrisation de l'anastomose. Cette intervention n'est cependant pas possible chez tous les patients, notamment ceux atteints de maladie de Crohn.